# Ганнівка (Суми)
Ганнівка — колишнє село, входило до складу Косівщинської сільської ради, Сумський район, Сумська область.
У 1970-х роках село приєднане до міста Суми.

## Географічне розташування
Ганнівкою протікає в середній течії річка Попадька, вище по течії на відстані 1 км знаходиться село Загірське, нижче по течії прилучається до міста Суми. Поруч проходять автомобільні дороги Р-44 та Р-61.

## З історії
Ганнівка (Ганнинська, поселення Веретенівське) відоме як окреме село щонайменше з середини ХІХ сторіччя.
1864 року в селі нараховувалося 20 дворів та 58 жителів, працювала винокурня.
В садибі Ганнинській проживав останні роки та помер товариш Миколи Гоголя Олександр Данилевський.
До 1970-х років Ганнівка була у складі Косівщинської сільської ради, по тому приєднана до Сум.
Протягом 1970–1981 років в селі знаходився овочево-молочний радгосп «Ганнівський» Сумського облспецтресту плодовоягідих та м'ясомолочних радгоспів.
Станом на 2010-і роки Ганнівка є житловим масивом в північній частині міста Суми, вулиця Ганнівська, ходит маршрутний автобус.

## Принагідно
- Вікімапія [Архівовано 25 серпня 2011 у WebCite]